# Júlio Silva
Júlio Silva (Jundiaí, 1 de julho de 1979) é um tenista profissional brasileiro, que  já está preparando sua aposentadoria. Em 2013, depois de três anos viajando a torneio internacionais sem técnico ou preparador físico, o atleta quer deixar as quadras.
“Neste ano vou disputar apenas torneios no Brasil. Enquanto isso, vou vendo quais oportunidades ligadas ao esporte surgem para mim. Tomei essa decisão porque, apesar de ter patrocínio de roupa e equipamento, me falta ajuda para custear as viagens. Quando você viaja como atleta ganha dinheiro com os prêmios, mas tem muitos gastos também. Preciso de algo mais estável”, confessou Júlio, que já foi o número 144 do mundo em simples e 132 em duplas. Representou uma vez o Brasil na Copa Davis e disputou as chaves de Roland Garros e do Aberto dos Estados Unidos.

## Trajetória
Júlio Silva  se profissionalizou em 1999, jogando torneios menores (Futures).
Em 2000 começou a disputar Challengers (torneios de nível médio). Em 2002 começou a jogar ATPs. Em 2005, se manteve entre os 200 melhores do mundo e foi cotado como promessa para atingir o top100, mas se manteve no nível Challenger.
Em 2006 teve sua primeira participação na chave principal de um Grand Slam, no saibro de Roland Garros, em 2006, onde foi superado por Kevin Kim em quatro sets.
Em 2009, já com 30 anos de idade, realizou boas participações nos Challengers e atingiu o melhor ranking de sua carreira, entrando na lista dos 150 melhores do mundo, tornando-se o terceiro melhor tenista do Brasil em atividade em novembro.
Em 2010 furou o qualificatório do US Open, e chegou à final do Challenger de Cáli.
Em 2011 venceu o Challenger de Belo Horizonte.

## Ranking
- Atual ranking de simples: 148°
- Melhor ranking de simples: 144° (16 de novembro de 2009)[4]
- Atual ranking de duplas: 164°
- Melhor ranking de duplas:  132° (28 de setembro de 2009)

## Títulos
Simples
1998 - Ganhou de 2 (6) (6) X 0 (0) (0) do Pablo São Pedro no Jogos Regionais de Sorocaba - Jundiaí x Porangaba.
- 2011 campeão do Challenger de Belo Horizonte sobre Gastão Elias
- 2009 campeão do Challenger de Belo Horizonte sobre Eduardo Schwank
- 2005 campeão do Challenger de Santiago sobre Ruben Ramirez-Hidalgo
- 2002 campeão do Challenger de Gramado sobre Ivan Miranda

Duplas
- 2012 Challenger de São Paulo com o brasileiro Fernando Romboli
- 2011 Challenger de Rijeka com o italiano Paolo Lorenzi
- 2010 Challenger de Campos do Jordão com o brasileiro Rogério Dutra Silva
- 2008 Challenger de Florianópolis com o brasileiro Rogério Dutra Silva
- 2008 Challenger de San Benedetto com o italiano Paolo Lorenzi
- 2008 Challenger de Zagreb com o croata Ivan Dodig
- 2008 Challenger de Salinas com o brasileiro Caio Zampieri
- 2006 Challenger de Salinas com o brasileiro Thiago Alves

## Finais

### Títulos simples (4)
| Legenda                |
| ---------------------- |
| Grand Slam (0)         |
| Tennis Masters Cup (0) |
| ATP Masters Series (0) |
| ATP Tour (0)           |
| Challengers (4)        |

| Títulos por superfície |
| ---------------------- |
| Duro (2)               |
| Grama (0)              |
| Saibro (2)             |
| Carpete (0)            |

| No. | Data               | Torneio                | Superfície | Opponent              | Placar        |
| --- | ------------------ | ---------------------- | ---------- | --------------------- | ------------- |
| 1.  | August 5, 2002     | Gramado, Brasil        | Duro       | Iván Miranda          | 6–4, 6–2      |
| 2.  | October 24, 2005   | Santiago, Chile        | Saibro     | Rubén Ramírez Hidalgo | 6–2, 6–3      |
| 3.  | August 2, 2009     | Belo Horizonte, Brasil | Duro       | Eduardo Schwank       | 4–6, 6–3, 6–4 |
| 4.  | September 18, 2011 | Belo Horizonte, Brasil | Saibro     | Gastão Elias          | 6–4, 6–4      |

### Títulos duplas (8)
| Legenda                |
| ---------------------- |
| Grand Slam (0)         |
| Tennis Masters Cup (0) |
| ATP Masters Series (0) |
| ATP Tour (0)           |
| Challengers (8)        |

| Títulos por superfície |
| ---------------------- |
| Duro (3)               |
| Grama (0)              |
| Saibro (5)             |
| Carpete (0)            |

| No. | Data              | Torneio               | Superfície | Parceiro            | Oponentes                     | Placar           |
| --- | ----------------- | --------------------- | ---------- | ------------------- | ----------------------------- | ---------------- |
| 1.  | March 13, 2006    | Salinas, Equador      | Duro       | Thiago Alves        | André Ghem Alexandre Simoni   | 3–6, 6–4, [10–4] |
| 2.  | March 10, 2008    | Salinas, Equador      | Duro       | Caio Zampieri       | Sebastián Decoud Dick Norman  | 7–6(8–6), 6–2    |
| 3.  | May 12, 2008      | Zagreb, Croácia       | Saibro     | Ivan Dodig          | Sergiy Stakhovsky Tomáš Zíb   | 6–4, 7–6(7–1)    |
| 4.  | July 7, 2008      | San Benedetto, Itália | Saibro     | Paolo Lorenzi       | Cătălin Gârd Max Raditschnigg | 6–3, 7–5         |
| 5.  | October 12, 2008  | Florianópolis, Brasil | Saibro     | Rogério Dutra Silva | Ricardo Hocevar André Miele   | 3–6, 6–4, [10–4] |
| 6.  | June 5, 2011      | Rijeka, Croácia       | Saibro     | Paolo Lorenzi       | Lovro Zovko Dino Marcan       | 6–3, 6–2         |
| 7.  | January 7, 2012   | São Paulo, Brasil     | Duro       | Fernando Romboli    | Jozef Kovalík José Pereira    | 7–5, 6–2         |
| 8.  | November 10, 2012 | São Leopoldo, Brasil  | Saibro     | Fabiano de Paula    | Ariel Behar Horacio Zeballos  | 6–1, 7–6(7–5)    |

### Vice-campeonato: Simples (4)
| Legenda                |
| ---------------------- |
| Grand Slam (0)         |
| Tennis Masters Cup (0) |
| ATP Masters Series (0) |
| ATP Tour (0)           |
| Challengers (4)        |

| Finais por Superfície |
| --------------------- |
| Duro (0)              |
| Grama (0)             |
| Saibro (4)            |
| Carpete (0)           |

| No. | Data              | Torneio           | Superfície | Opponent         | Placar        |
| --- | ----------------- | ----------------- | ---------- | ---------------- | ------------- |
| 1.  | November 29, 2004 | Aracaju, Brasil   | Saibro     | Nicolás Lapentti | 6–2, 6–2      |
| 2.  | May 14, 2007      | Zagreb, Croácia   | Saibro     | Janko Tipsarević | 3–6, 6–3, 6–3 |
| 3.  | July 23, 2007     | Poznań, Polônia   | Saibro     | Raemon Sluiter   | 6–4, 6–3      |
| 4.  | April 28, 2012    | São Paulo, Brasil | Saibro     | Blaž Kavčič      | 6–3, 7–5      |

### Vice-campeonato: Duplas (6)
| Legenda                |
| ---------------------- |
| Grand Slam (0)         |
| Tennis Masters Cup (0) |
| ATP Masters Series (0) |
| ATP Tour (0)           |
| Challengers (6)        |

| Finais by Superfície |
| -------------------- |
| Duro (1)             |
| Grama (0)            |
| Saibro (5)           |
| Carpete (0)          |

| No. | Data              | Torneio                  | Superfície | Parceiro            | Oponentes                          | Placar           |
| --- | ----------------- | ------------------------ | ---------- | ------------------- | ---------------------------------- | ---------------- |
| 1.  | April 10, 2006    | Florianópolis, Brasil    | Saibro     | Thiago Alves        | Máximo González Sergio Roitman     | 6–2, 3–6, [10–5] |
| 2.  | June 24, 2008     | Constanţa, Romania       | Saibro     | Simone Vagnozzi     | Florin Mergea Horia Tecău          | 6–4, 6–2         |
| 3.  | November 24, 2008 | Lima, Peru               | Saibro     | Ramón Delgado       | Luis Horna Sebastián Prieto        | 6–3, 6–3         |
| 4.  | April 6, 2009     | San Luis Potosí, Mexico  | Saibro     | Franco Ferreiro     | Santiago González Horacio Zeballos | 6–2, 7–6(7–5)    |
| 5.  | August 6, 2011    | Campos do Jordão, Brazil | Duro       | Ricardo Hocevar     | Juan Sebastián Cabal Robert Farah  | 6–2, 6–3         |
| 6.  | April 22, 2012    | Santos, Brazil           | Saibro     | Rogério Dutra Silva | Andrés Molteni Marco Trungelliti   | 6–4, 6–3         |